# Arius oetik
Arius oetik är en fiskart som beskrevs av Bleeker, 1846. Arius oetik ingår i släktet Arius och familjen Ariidae. Inga underarter finns listade i Catalogue of Life.